# Казакбаев, Абдыкаир
Абдыкаир Казакбаев — советский государственный деятель, первый министр культуры Киргизской ССР, секретарь Центрального Комитета Коммунистической Партии Киргизии, председатель Верховного совета Киргизской ССР.

## Биография
Родился в с. Чым-Kоргон Чуйской области в киргизской крестьянской семье. Кандидат исторических наук, автор многочисленных научных трудов. В 1941 году с 4-го курса института, был призван в Советскую Армию, после окончания Военного пехотного училища, был направлен на фронт, в должности командира взвода. Затем, был назначен, командиром роты.
В боях на Кaлининском фронте 1942 году был тяжело ранен, после выздоровления вернулся в город Фрунзе и в мае этого года был утверждён секретарём ЦК ЛКСМ Киргизской ССР.
- 1934—1938 учился в Рабфак, г. Токмак,
- 1941—1943 участвовал в Великой Отечественной войне,
- 1943—1945 секретарь ЦК ЛКСМ Киргизской ССР,
- 1945—1948 учился в Высшей партийной школе, г. Москва,
- 1948—1949 зав. Отделом пропаганды и агитации Фрунзенского обкома Ком. Партии Киргизии,
- 1949—1952 начальник управления по делам искусств, при Совете Министров Киргизии,
- 1952—1953 является зав. Отделом науки и искусства при ЦК КП Киргизской ССР,
- 1953—1958 первый министр Культуры Киргизии,
- 1958—1963 г. Секретарь ЦК КП Киргизской ССР,
- 1963—1966 г. Директор института Марксизма и Ленинизма при ЦК КП Киргизской ССР,
- В 1966 г. он переходит на научную и педагогичную деятельность.

А. Казакбаев трижды избирался депутатом законодательной власти Киргизской ССР. С 1955—1965 г. возглавлял Верховный Совет Киргизской ССР.
В селе где он родился и вырос, его именем была названа общеобразовательная средняя школа и улица протяженностью более 10 км.
Похоронен в Ала-Арчинском кладбище.
У него остались 2 дочери и 2 сына.

## Заслуги
С 1953—1958 первый министр Культуры Киргизии. За этот период Казакбаев Абдыкаир проявил себя опытным организатором. В 1955 году под его руководством было построено здание Киргизского театра оперы и балета имени А. Малдыбаева. Под руководством И. Раззакова и А. Казакбаева, в городе Москва, в 1958 году была успешна проведена «Декада Киргизского искусства и литературы», которая восславила на весь Союз народ Киргизии, его культуру и искусство. В ней участвовали, Театр оперы и балета, которому было присвоено звание «Академический», за успехи в развитии театрального искусства, а также Киргизский драматический театр, который был награждён орденом «Трудового Красного Знамени». На декаде были показаны оперы «Токтогул», «Опричник» и балет «Чолпон». Киргизский драмтеатр ознакомил москвичей со спектаклем «Курманбек», «Тайфун», «Добул», а Русский драмтеатр выступил со спектаклем «Кремлёвские куранты», «Мещане».
В зале имени П. И. Чайковского исполнялись симфонические, хоровые, вокальные и инструментальные произведения киргизских композиторов.
Многие деятели культуры и искусства были награждены орденами и медалями СССР. 
Б. Бейшеналиевой, М. Рыскулову, С. Кийзбаевой были присвоены звания «Народного артиста СССР». Показали свое мастерство Манасчы и Акыны.
За 15 лет, при его непосредственном участии на сцене театра Оперы и балета, были поставлены:
«Фауст», «Аида», «Травиата», «Риголетто», «Князь Игорь», «Кармен», «Токтогул», «Чолпон», «Лакме», «Иоланта», «Жизель», «Лебединое озеро», «Бахчисарайский фонтан» и др.
По инициативе А. Казакбаева была организована запись эпоса «Манас» в исполнении великого Манасчы Саякбая Каралаева, которая хранится в «Золотом фонде» Киргизского радио.
Многие произведения киргизских писателей и поэтов были переведены на русский язык. Так же на этот период приходится рассвет киргизского кино. Были сняты художественные фильмы: «Дочь Тянь-Шаня», «Перевал», «Чолпон» и др. Живопись, графика и скульптура получили новое художественно-идеологическое направление.
Эти достижения в области культуры, искусства и литературы были достигнуты благодаря умелому руководству со стороны И. Раззакова и А. Казакбаева.

## Награды и звания

### Орденa
- два Орденa Трудового Красного Знамени (1964)
- Орден Отечественной войны I степени

### Медали
- Медаль «За победу над Германией в Великой Отечественной войне 1941—1945 гг.»
- Медаль «За доблестный труд в Великой Отечественной войне 1941—1945 гг.»